# Cyrto-hypnum frontinoae
Cyrto-hypnum frontinoae là một loài Rêu trong họ Thuidiaceae. Loài này được (Müll. Hal.) S.P. Churchill & E. Linares mô tả khoa học đầu tiên năm 1995.